# Chloe Bridges
Pour les articles homonymes, voir Bridges.
Chloe Bridges, née le 27 décembre 1991 à Thibodaux, en Louisiane, aux (États-Unis), est une actrice américaine.
Elle se fait connaître, grâce au rôle de Dana Turner dans le Disney Channel Original Movie, Camp Rock 2, qui lui permet d'accumuler les  apparitions à la télévision.
Par la suite, elle enchaîne, les rôles dans diverses séries télévisées comme The Carrie Diaries, Pretty Little Liars, Daytime Divas ou encore Insatiable.

## Biographie

### Carrière
Chloe Bridges commence sa carrière d'actrice en 2005 dans la sitcom comique Freddie, elle y joue le rôle de Zoey, un des personnages principaux aux côtés de Freddie Prinze Jr.. Par la suite, elle joue dans un épisode de séries destinées aux jeunes téléspectateurs Une famille du tonnerre et Jimmy délire.
En 2006, Chloe prête sa voix à Danielle Van De Kamp pour le jeu vidéo Desperate Housewives: The Game, basé sur la série à succès Desperate Housewives.
Elle décroche ensuite ses premiers rôles au cinéma avec la comédie The Longshots puis enchaîne avec Blondes pour la vie et le film d'horreur Forget Me Not. Dans le même temps, elle apparaît aussi dans le clip Remember December qui marque sa première collaboration avec Demi Lovato.
En 2008, elle auditionne pour le rôle titre du téléfilm musical Disney Channel Original Movie, Camp Rock, mais finalement la chanteuse Demi Lovato lui est préférée. Mais en 2010, elle parvint à rejoindre la franchise lorsqu'elle décroche le rôle de Dana Turner, la fille du directeur de Camp Star et le nouvel amour de Nate Gray pour le second volet, Camp Rock 2 aux côtés des Jonas Brothers et Demi Lovato mais aussi Meaghan Jette Martin et Alyson Stoner, ce qui la fait connaître auprès d'un jeune public.
En 2013, elle rejoint la distribution principale de The Carrie Diaries. Il s'agit d'une préquelle de la série Sex and the City et elle est inspirée du livre Le Journal de Carrie publiée en 2010 par Candace Bushnell. La même année, elle est à l'affiche du téléfilm Le Profil de la honte, porté par Kirsten Prout et Daryl Hannah.
Entre 2014 et 2017, elle joue le rôle récurrent de Sydney dans la série dramatique Pretty Little Liars, et dans le même temps, enchaîne avec un autre personnage récurrent pour la série Faking It.
Au cinéma, elle rejoint la large distribution de la comédie d'horreur Scream Girl, commercialisée en 2015, ou encore en jouant un petit rôle dans la comédie Hors contrôle avec Zac Efron et son compagnon à la ville, Adam DeVine mais aussi Anna Kendrick.
Parallèlement, elle poursuit ses apparitions à la télévision, comme avec les séries Rizzoli and Isles et The Grinder, tout en jouant des rôles récurrents dans des séries telles que Daytime Divas avec Vanessa Williams et Insatiable avec Alyssa Milano et Debby Ryan, une autre ex-égérie de l'écurie Disney Channel.

### Vie privée
Depuis janvier 2015, elle est en couple avec l'acteur Adam DeVine. Ils annoncent leur fiançailles en 2019. Ils se marient en octobre 2021.
En octobre 2023, ils annoncent attendre leur 1er enfant sur Instagram.

## Filmographie

### Cinéma
- 2008 : Ma super nièce ! de Fred Durst: Tammy Anderson
- 2009 : Forget Me Not de Tyler Oliver : Layla
- 2009 : Blondes pour la vie (Legally Blondes) de Savage Steve Holland : Ashley Meadows (vidéofilm)
- 2013 : Family Weekend de Benjamin Epps : Kat
- 2014 : Mantervention de Stuart Acher : Katie
- 2015 : Scream Girl (The Final Girls) de Todd Strauss-Schulson : Paula
- 2015 : Nightlight de Scott Beck et Bryan Woods : Nia
- 2017 : Hors Contrôle de Jake Szymanski : Chloé
- 2018 : Little Bitches de Nick Kreiss : Brooke
- 2018 : Game Over, Man! de Kyle Newacheck : Diana
- 2019 : Y a-t-il un Youtubeur dans l'avion? (Airplane Mode) de David Dinetz et Dylan Trussell : Jenna
- 2020 : Skate God d'Alexander Garcia : Azura

### Télévision

#### Téléfilms
- 2010 : Camp Rock 2 de Paul Hoen : Dana Turner
- 2011 : Worst. Prom. Ever. de Dan Eckman : Neve Spernak
- 2013 : Le Profil de la honte (Social Nightmare) de Mark Quod : Emily Hargroves

#### Séries télévisées
- 2005-2006 : Freddie : Zoey Moreno (22 épisodes)
- 2006 : Une famille du tonnerre : Zoey Moreno (1 épisode)
- 2008 : Jimmy délire : Undine (1 épisode)
- 2010 : The Untitled Michael Jacobs Pilot : Rachel Davidson (pilote non retenu)
- 2011 : 90210 Beverly Hills : Nouvelle Génération : Alexis (3 épisodes)
- 2011 : Suburgatory : Misty (1 épisode)
- 2012 : New Girl : Chloe (1 épisode)
- 2013-2014 : The Carrie Diaries : Donna LaDonna (26 épisodes)
- 2014-2017 : Pretty Little Liars : Sydney Driscoll (10 épisodes)
- 2015-2016 : Faking It : Zita (5 épisodes)
- 2016 : Adam Devine's House Party : Tree Elf (1 épisode)
- 2015 :  Rizzoli et Isles : Tory Garrett (1 épisode)
- 2016 : The Grinder : Calista (1 épisode)
- 2017 : Daytime Divas : Kibby Ainsley (10 épisodes)
- 2018-2019 : Insatiable : Roxy Buckley (5 épisodes)
- 2019 : Charmed : Tessa (2 épisodes)
- 2019 : The Rookie : Le flic de Los Angeles : Stéphanie Davis (1 épisode)
- 2022 : Maggie : Jessie

### Clip vidéo
- 2009 : Remember December de Demi Lovato

### Jeux vidéo
- 2006 : Desperate Housewives, le jeu : Danielle Van De Kamp (voix)

## Distinctions
Sauf indication contraire ou complémentaire, les informations mentionnées dans cette section proviennent de la base de données IMDb.

### Récompenses
- Kids' Choice Awards 2011 : Blimp Award de la chanson préférée pour Tear It Down dans Camp Rock 2 : Le Face à face, prix partagé avec Meaghan Martin et Matthew « Mdot » Finley

### Nominations
- ShoWest 2011 : Révélation de l'année pour Camp Rock 2 : Le Face à face

## Voix françaises
En France, Chloe Bridges n'a pas encore de voix régulière. Ainsi, plusieurs comédiennes se sont succédé pour la doubler. Anne Tilloy l'a doublée à deux reprises.
En France
| - Anne Tilloy dans (les séries télévisées) : - Insatiable - The Rookie : Le flic de Los Angeles - Audrey Sourdive dans (les séries télévisées) : - The Grinder - Charmed | Et aussi - Anouck Hautbois dans Freddie (série télévisée) - Sylvie Jacob dans Camp Rock 2 : Le Face à face (téléfilm) - Pauline de Meurville dans 90210 Beverly Hills : Nouvelle Génération (série télévisée) - Sophie Landresse (Belgique) dans The Carrie Diaries (série télévisée) - Laëtitia Coryn pour Pretty Little Liars (série télévisée) - Marcha Van Boven (Belgique) dans Faking It (série télévisée) - Sandrine Henry (Belgique) dans Scream Girl - Jessica Monceau dans Qui veut épouser Marco ? (téléfilm) - Marion Gress dans Maggie (série télévisée) |